# Al (ortnamn)
Ortnamnselementet Al har en omstridd betydelse. Det har traditionellt ansetts betyda 'helgedom, tempel'. Man har antagit att det i vissa svenska ortnamn finns en motsvarighet till det gotiska ordet alhs 'tempel', som det även finns motsvarande ord för i forntyska och fornengelska. Under 1990-talet diskuterades ortnamnselementet al flitigt.

## Utbredning
Några orter i Hälsingland, Uppland, Östergötland och Västergötland har ansetts innehålla ett kultbetecknande al, 'tempel'. I Hälsingland finns Norrala och Söderala, i Uppland finns Riala och i Östergötland finns Motala och Götala. Även i Västergötland finns ett Götala samt Ale härad. Dessutom finns ett Onsala i Halland och ett Odensala i Jämtland. Efterledet kan i dessa två namn tolkas antingen som -sala eller som -ala.
Tre sockennamn, Fryele, Friel och Fröjel, har efterleden -el, -ele, som anses komma av -al.

## Tolkningar av -ala-namn
På senare tid har uppfattningen om ett kultbetecknade al ifrågasatts. Det har framhållits att det finns ett terrängbetecknande fornsvenskt al som kan betyda 'något långsmalt'. Dessutom finns trädbeteckningen al. I till exempel ortnamnet Almunge räknas det med ett dialektord ala 'avla, växa'. Enligt en forskare bör betydelsen för al vara 'samlingsplats i ofredstider', och är därmed inte kultbetecknande. De båda hälsingska namnen Norrala och Söderala kan tolkas som naturbetecknande. Norrala kan komma av ett gammalt ånamn *Ala, och Söderala kan ha bildats av ett nordiskt ord för ås, ål (<āl).

## Tolkningar av tre -el, -ele-namn
Förleden Frö- till -el, -ele i Friel, Fröjel och Fryele har ansetts vara gudinnenamnet Fröja. På senare tid har denna uppfattning ifrågasatts och istället har det ansetts att förledet kan komma av ett dialektord frö 'fruktbar, frodig'. För efterledet har en betydelse 'samlingsplats i ofredstider' framförts som möjlig.

## "Falska" -ala-namn
I Uppland, Södermanland och Närke finns det också några "falska" -ala med andra betydelser än den sakrala . En möjlighet till förväxling utgör -ala i finska namn i Norrbottens län, till exempel Pajala, samt i Finland. Det finska -la är en boplatsangivande ändelse.

## Al- som förled
Två ortnamn i Uppland har ansetts ha ett kultbetecknande Al- som förled, Alsike och Altuna, men det kan vara flertydigt. Argument för att förledet i Altuna är kultbetecknade är dels att en del -tuna-namn har gudanamn i sitt förled (och alltså är kultbetecknande) och dels finns det inga gamla -tuna-namn som har ett träd i sitt förled (det finns till exempel inget Ektuna), så därför är det uteslutet att Al- i detta namn skulle kunna beteckna trädet al.